# Jours fériés au Burundi
Les jours fériés au Burundi sont au nombre de 14 (fêtes religieuses et civiles), légalement définis par le décret présidentiel 100/150 du 7 juin 2021. Le ministère des affaires étrangères mentionne cependant depuis 2023 une liste plus courte, ne comportant ni la Fête de l'Unité, ni l'assassinat de Cyprien Ntaryamira, ni la mort de Pierre Nkurunziza. Ces jours sont pourtant encore chômés et célébrés,,,.
| Date         | Nom français                                                                                | Nom kirundi                                                                 |
| ------------ | ------------------------------------------------------------------------------------------- | --------------------------------------------------------------------------- |
| 1er janvier  | Jour de l'an                                                                                |                                                                             |
| 5 février    | Fête de l'Unité                                                                             | Ubumwé bw'Ábarŭndi                                                          |
| 6 avril      | Commémoration de l'assassinat du président Cyprien Ntaryamira                               |                                                                             |
| variable     | Jour de l'Ascension                                                                         |                                                                             |
| 1er mai      | Fête Internationale du Travail                                                              | Umŭsi mukúru w'Ábakózi                                                      |
| 8 juin       | Journée Nationale du Patriotisme et commémoration de la mort du président Pierre Nkurunziza |                                                                             |
| 1er juillet  | Anniversaire de l'Indépendance                                                              | Ukwĭkūkira kw'Úburŭndi                                                      |
| 15 août      | Assomption                                                                                  | Iyúrizwa ryā Bikíra-Maríya mw'ījuru                                         |
| 13 octobre   | Commémoration de l'assassinat du prince Louis Rwāgasóre                                     | Igāndagurwa ry'Íncŭngu y'Úkwĭkūkira, Nyeníngoma Umugánwa Ludovíko Rwāgasóre |
| 21 octobre   | Commémoration de l'assassinat du président Melchior Ndadáye                                 | Igāndagurwa ry'Íncŭngu y'Íntwârorúsăngi, Nyenícûbahiro Melchiôro Ndadáye    |
| 1er novembre | Toussaint                                                                                   | Abatagatífu böse                                                            |
| 25 décembre  | Noël                                                                                        |                                                                             |
| variable     | Aid-el-Fithr                                                                                |                                                                             |
| variable     | Aid-el-Hadj                                                                                 |                                                                             |